# Stenoleptura fuscosignata
Stenoleptura fuscosignata là một loài bọ cánh cứng trong họ Cerambycidae.